# Récit de conquêtes
 (janvier 2022).
La mise en forme du texte ne suit pas les recommandations de Wikipédia : il faut le « wikifier ».
Les points d'amélioration suivants sont les cas les plus fréquents :
- Les titres sont pré-formatés par le logiciel. Ils ne sont ni en capitales, ni en gras.
- Le texte ne doit pas être écrit en capitales (les noms de famille non plus), ni en gras, ni en italique, ni en « petit »…
- Le gras n'est utilisé que pour surligner le titre de l'article dans l'introduction, une seule fois.
- L'italique est rarement utilisé : mots en langue étrangère, titres d'œuvres, noms de bateaux, etc.
- Les citations ne sont pas en italique mais en corps de texte normal. Elles sont entourées par des guillemets français : « et ».
- Les listes à puces sont à éviter, des paragraphes rédigés étant largement préférés. Les tableaux sont à réserver à la présentation de données structurées (résultats, etc.).
- Les appels de note de bas de page (petits chiffres en exposant, introduits par l'outil «  Source ») sont à placer entre la fin de phrase et le point final[comme ça].
- Les liens internes (vers d'autres articles de Wikipédia) sont à choisir avec parcimonie. Créez des liens vers des articles approfondissant le sujet. Les termes génériques sans rapport avec le sujet sont à éviter, ainsi que les répétitions de liens vers un même terme.
- Les liens externes sont à placer uniquement dans une section « Liens externes », à la fin de l'article. Ces liens sont à choisir avec parcimonie suivant les règles définies. Si un lien sert de source à l'article, son insertion dans le texte est à faire par les notes de bas de page.
- La présentation des références doit suivre les conventions bibliographiques. Il est recommandé d'utiliser les modèles {{Ouvrage}}, {{Chapitre}}, {{Article}}, {{Lien web}} et/ou {{Bibliographie}}. Le mode d'édition visuel peut mettre en forme automatiquement les références.
- Insérer une infobox (cadre d'informations à droite) n'est pas obligatoire pour parachever la mise en page.

Pour une aide détaillée, merci de consulter Aide:Wikification.
Si vous pensez que ces points ont été résolus, vous pouvez retirer ce bandeau et améliorer la mise en forme d'un autre article.
Le récit de conquêtes désigne un genre littéraire de la littérature arabe, qui s'est répandu dans plusieurs pays sur une période allant du Xe siècle au Yème[Quoi ?] siècle.

## Étymologie
Communément traduit par « Les récits de conquêtes », kutub al-futūḥ est composé de kutub (pluriel de kitāb, « livre » [arabe : كتاب، كتب]), et de futūḥ (arabe : فتوح) qui signifie « ouverture » ou « libération ».

## Genre littéraire
Les récits de conquêtes constituent un genre de la littérature arabe. Il s’agit d’une des premières formes d’écriture de l’histoire au sein du monde islamique. Alors qu’au IXe siècle, l’écriture de l’histoire  aborde uniquement un de trois aspects : l’histoire tribale, l’histoire sacrée ou l’histoire du monde. Les livres des conquêtes vont rassembler tous ces aspects.
Ces récits constituent une importante tradition historiographique des premiers temps de l’empire islamique, relative notamment à la première vague des conquêtes en dehors de la péninsule Arabique : Syrie, Irak, Iran et Afrique du Nord. Ce genre littéraire traite de nombreux thèmes tels que les conquêtes de provinces, les assauts des villes et des grandes batailles. Ainsi, ces ouvrages abordent les conquêtes de chaque province (Mésopotamie, Arménie, Sisijtan…), de villes (Damas, Jérusalem, Gaza), ou de batailles (Yarmūk, Qādisīya…) par l’empire islamique. Ces ouvrages mettent en scène les premiers musulmans à la fois dans un ensemble tribal puis, au fur et à mesure que les conquêtes avancent, dans tout l’empire islamique.

### Caractéristiques
Les récits de conquêtes sont composés de deux types de sources :
- Soit des rapports sur la désignation et le congédiement des commandants, qui permettent un récit centré sur le gouvernement central, en particulier celui de Médine.
- Soit des récits d’évènements sur les champs de bataille : avec les batailles entre les différentes localités, ce sont notamment des sources qui ont été trouvées en Syrie et en Irak.
- Certains récits de conquêtes peuvent mettre en avant des conflits religieux. Dans ce cas-là il s’agit plutôt de ghazwa, c’est-à-dire un récit qui met en scène une intervention religieuse ou une assistance divine. Ce type de récit a pour objectif d’illustrer la notion de jihād, et de justifier la conquête comme une volonté de Dieu.

La plupart de ces ouvrages ont été collectés afin d’établir un lien entre la période des premiers temps de l’Islam et l’époque de leurs auteurs. C’est pourquoi ces textes ont pour objectif de légitimer les rapports de force de leur époque par le biais de l’histoire et de la généalogie. Les récits glorifient à la fois les chefs de guerre et leur conquête, et les actions de certaines tribus. Ils légitiment l’hégémonie musulmane sur les non-musulmans. De nombreux califes ont encouragé l’écriture de tels récits, comme le calife omeyyade ʿAbd al-Malik. En outre, dans certains récits, les auteurs mettent en avant l’idée que les territoires conquis sont des espaces offerts par Dieu, et justifient la conquête des pays comme le résultat de la volonté divine.

### Ouvrages de récits de conquêtes
- Futūh Misr wa-akhbāru-hā (Conquête de l’Egypte) d’Ibn 'Abd al-Ḥakam[3]
- Futūh al-Shām (Conquête de la Syrie) d’al-Azdī
- Futūh al-Irāq (Conquête de l’Irak) d’al-Wāqidī
- Futūh al-Ḥabasha (Conquête de l’Abyssinie) par Shihāb al-Dīn Aḥmad ibn Abd al-Qādir
- Futūh al-Buldān (Conquête des pays) d’al-Balādhurī[4]